# Bletterbach
Der Bletterbach (bisweilen auch Blätterbach; italienisch Rio delle foglie) ist ein Bach auf dem Gebiet der Regglberger Gemeinde Aldein in Südtirol. Er bildet am Fuß des 2317 m hohen Weißhorns die Bletterbachschlucht, die auch als „Grand Canyon Südtirols“ bezeichnet wird. Die Schlucht entstand vor ca. 15.000 Jahren in der Eiszeit, ist ungefähr 8 km lang und 400 m tief. Bekannt ist sie für die zahlreichen Fossilienfunde und die diversen Dolomit-Gesteinsschichten. An ihrem unteren Ausgang mündet der Bletterbach bei der Ortschaft Holen in den Schwarzenbach.
Die Bletterbachschlucht ist Teil des UNESCO-Weltnaturerbe Dolomiten. Die besten Zugangspunkte sind das Besucherzentrum in der Örtlichkeit Lerch und die Ortschaft Radein.

## Geologisches Profil
Die untersten Gesteinsschichten, die im Bletterbach aufgeschlossen sind, gehören der Etschtaler Vulkanit-Gruppe an, die auch Bozener Quarzporphyr genannt wird. Es handelt sich hierbei um vor etwa 280 Millionen Jahren entstandene Vulkanite.
Auf den Gesteinen der Etschtaler Vulkanitgruppe lagern mit 250 Meter Mächtigkeit die Sedimentgesteine der ebenfalls noch permischen Gröden-Formation. Auffallend ist die hauptsächlich rötliche Färbung der Sandsteine. Im unteren Teil handelt es sich meist um Flussablagerungen, in denen verschiedene Sedimentstrukturen wie Rippelmarken, Kreuzschichtung, Schrägschichtung oder Trockenrisse zu sehen sind. Im oberen Teil weisen die Gesteine einen zunehmend marinen Einfluss auf. Bekannt ist hier die fossilreiche, karbonatische Cephalopodenbank an der Oberkante des Butterloch-Wasserfalls. Die Gröden-Formation wird von einigen Vulkanitgängen durchschlagen und im Bereich des Butterlochs findet sich eine markante Schlotbrekzie. Die Vulkanite haben triassisches Alter, ihre Entstehung wird in das Ladinium beziehungsweise Karnium datiert.
Im Talschluss ist über der Gröden-Formation die hier etwa 60 Meter mächtige oberpermische Bellerophon-Formation aufgeschlossen. Die Gesteine sind evaporitisch beeinflusst, teilweise auch bituminös. Auch in der Bellerophon-Formation ist nach oben hin eine transgressive Tendenz zu erkennen, das heißt, dass die unten noch stärker terrigen beeinflussten Sedimente nach oben hin zunehmend im Meer entstandene Bildungen sind.
Mit einer einige Meter dicken Oolithbank setzt über der Bellerophon-Formation die Werfen-Formation ein, die in der unteren Trias entstanden ist. Die in sich stark differenzierte Formation geht zum Teil auf Bildungen eines Wattenmeeres zurück. Über der Werfen-Formation folgt das Richthofen-Konglomerat und über dem der Sarldolomit. Beide werden in die mittlere Trias, in das Anisium datiert. Der Sarldolomit baut auch den Gipfel des Weißhorns auf.

## Name
Der Bach ist in Peter Anichs Atlas Tyrolensis von 1770 als Bletter Ba. verschriftlicht. Der Name kommt von mittelhochdeutsch bleter für ‚Blätter‘, benannt nach den blattförmigen Gesteinsschichten in der Schlucht.

## Galerie

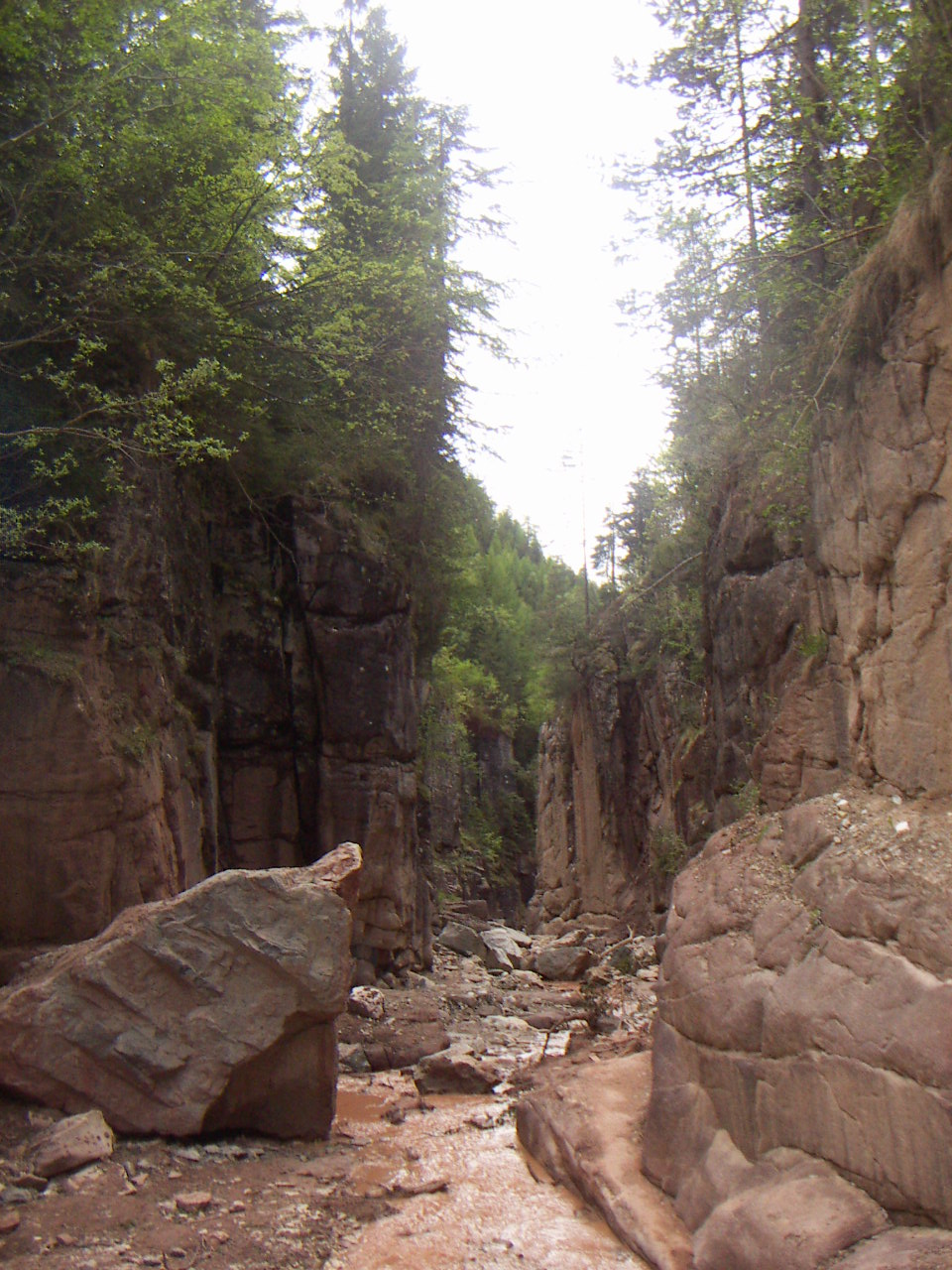
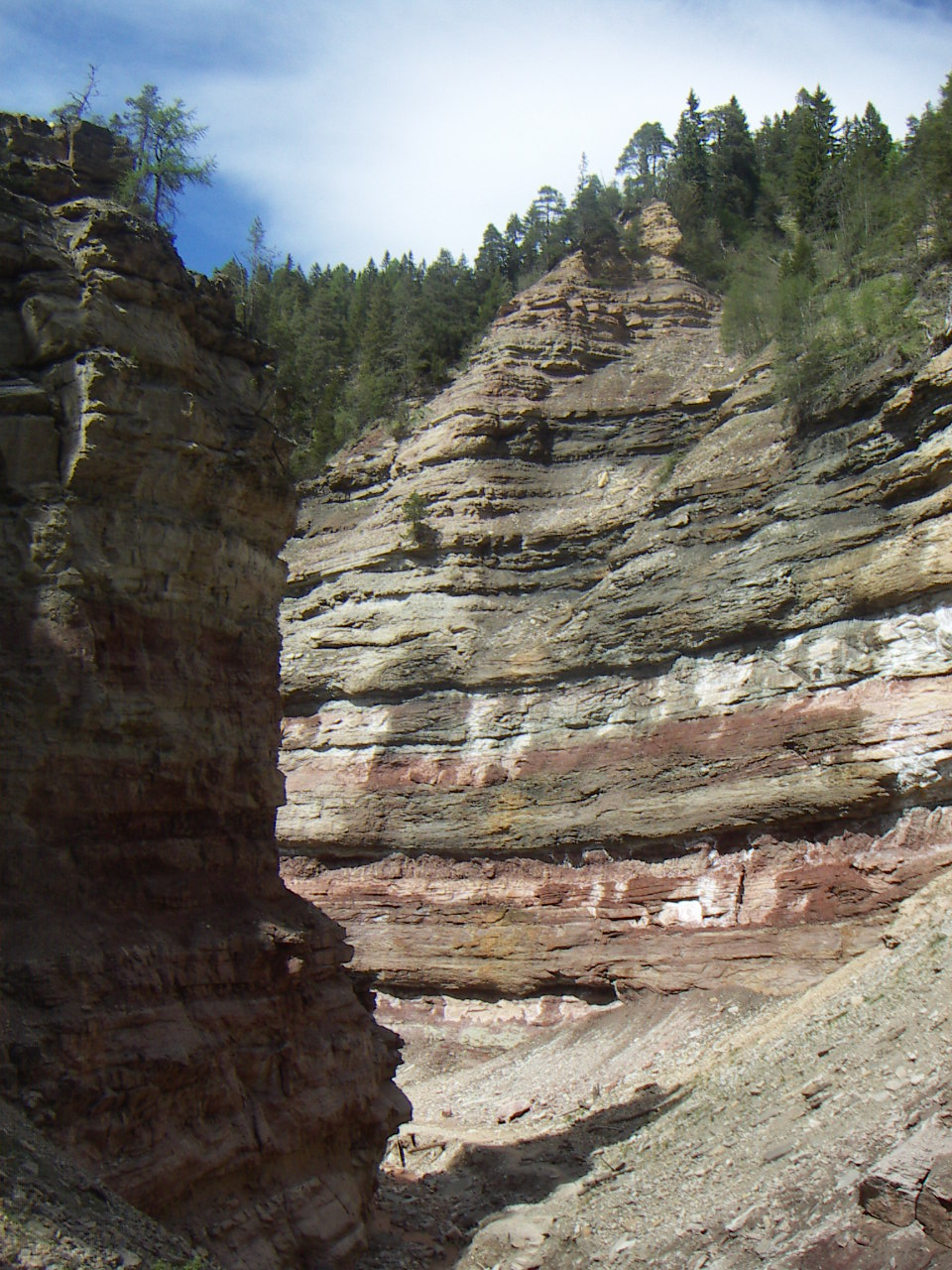
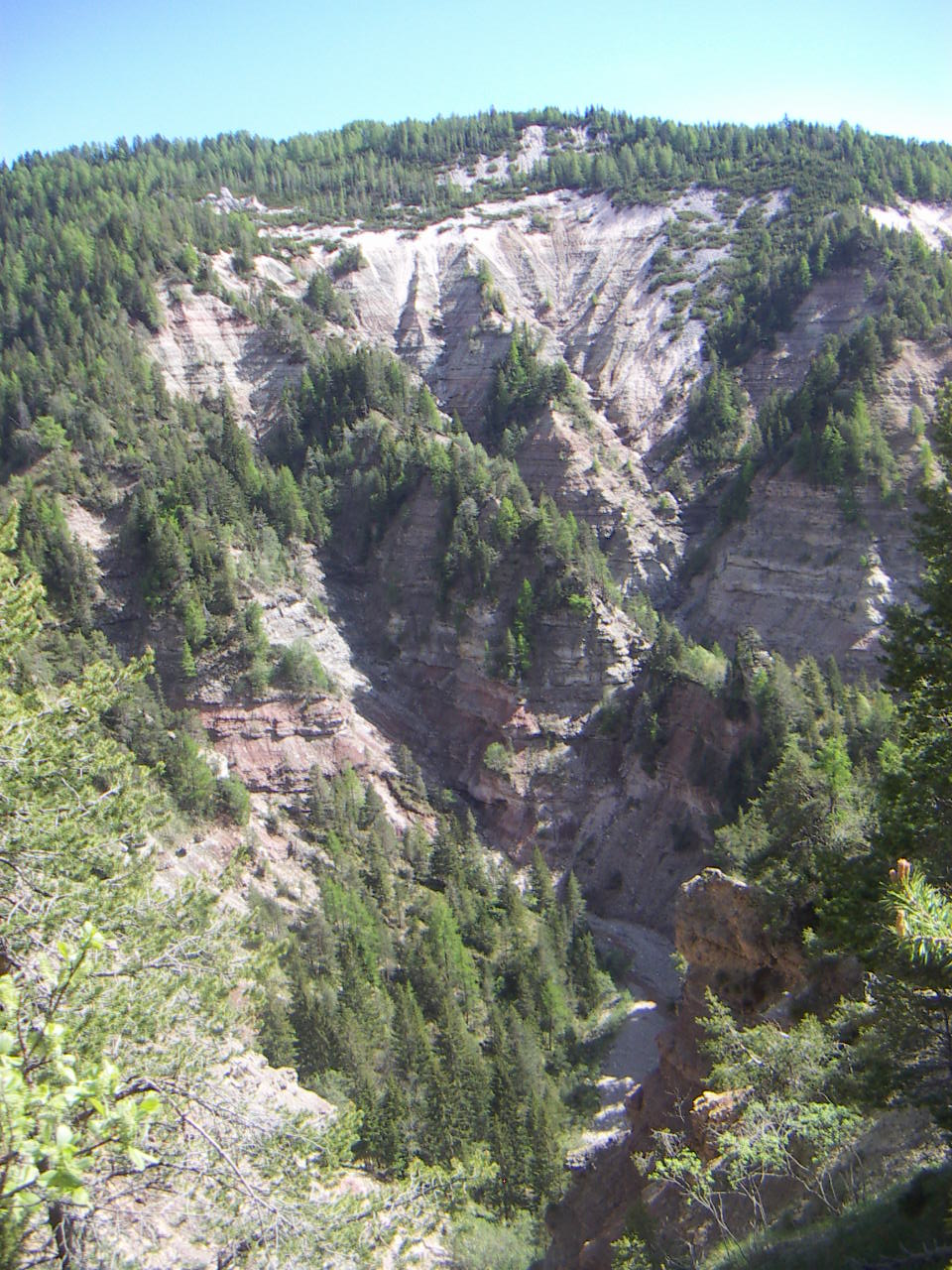
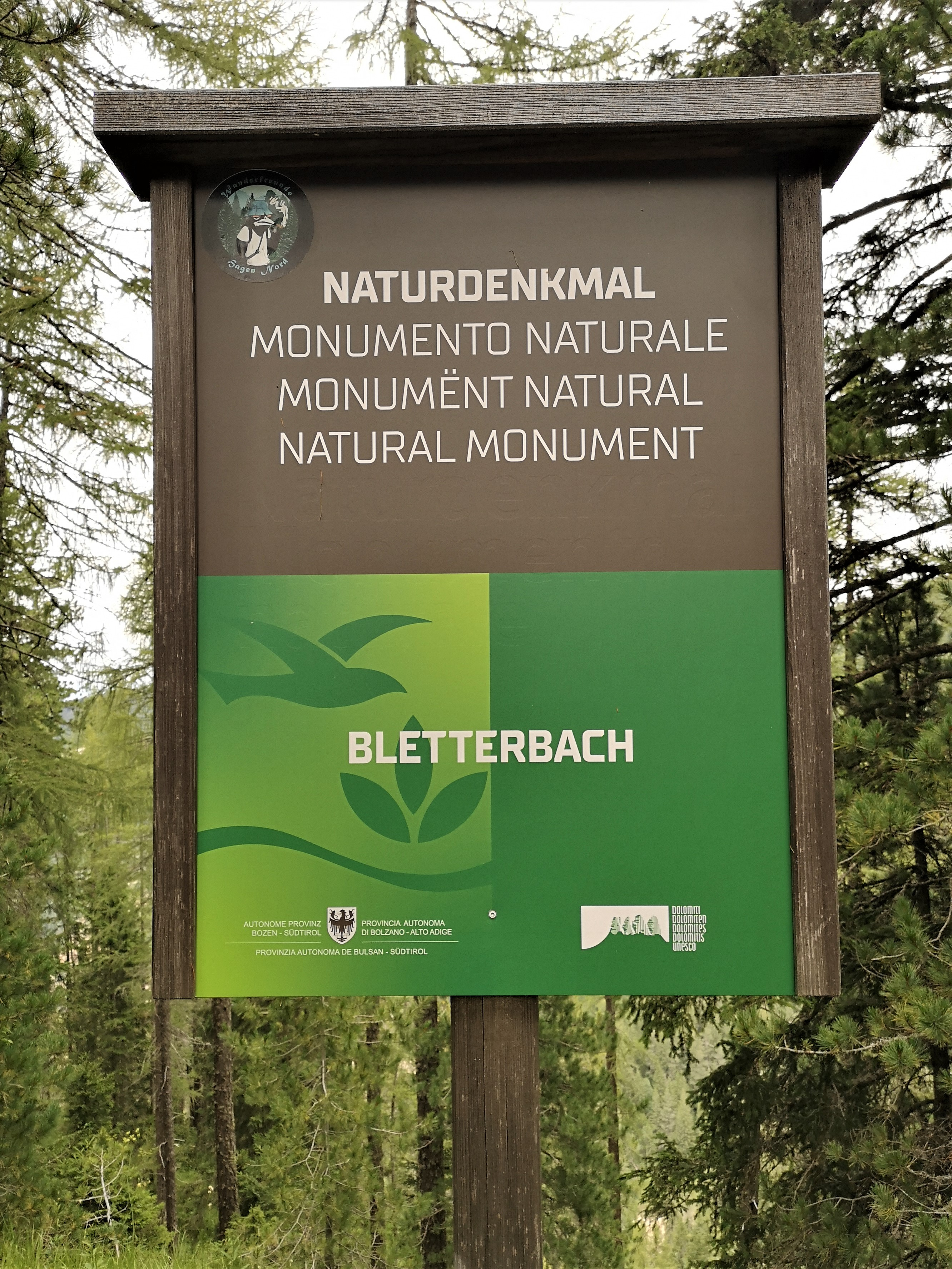
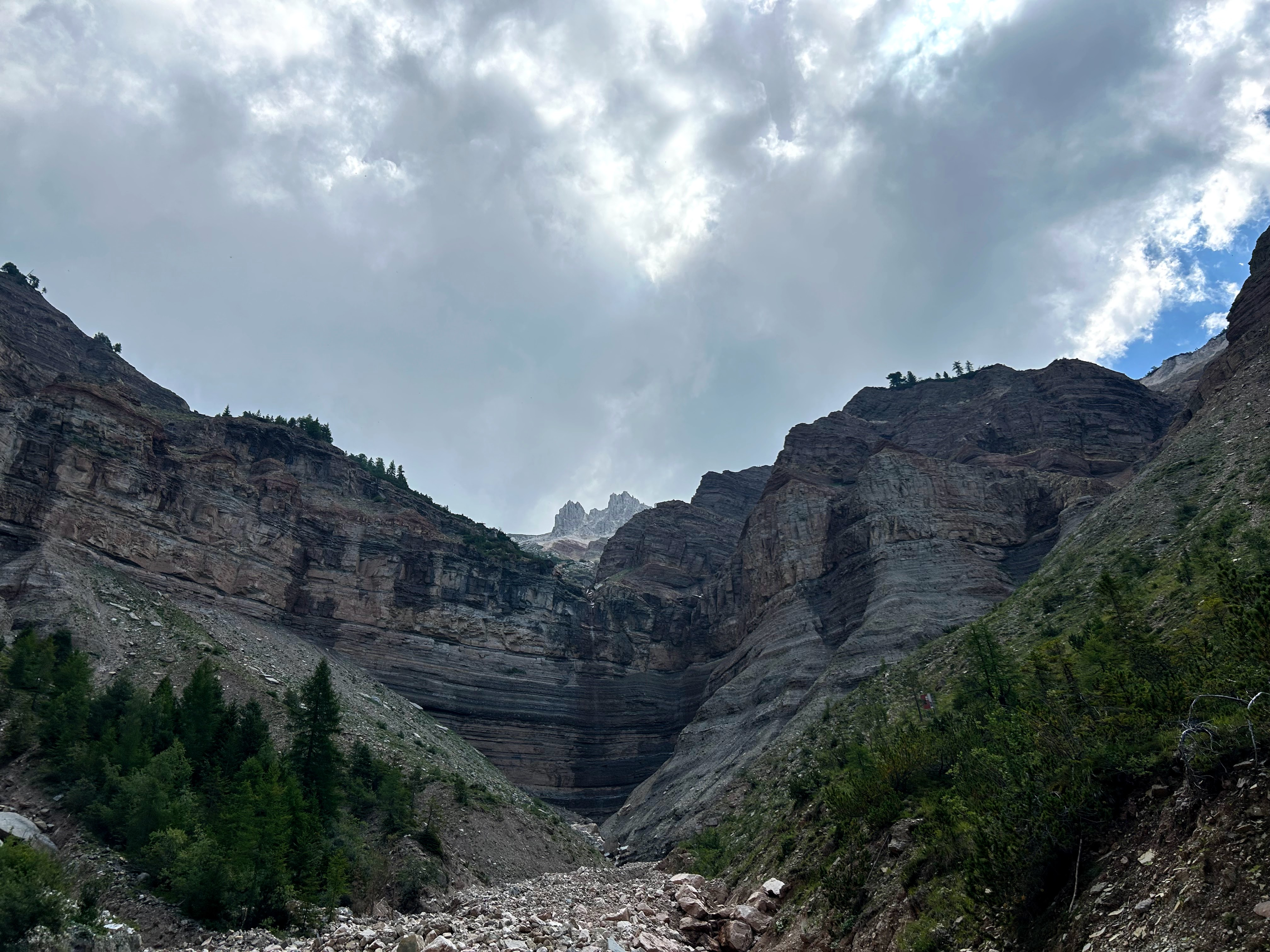
Talschluss Gorz unterhalb des Weißhorns